# Dictyodesmium ulmicola
Dictyodesmium ulmicola är en svampart som först beskrevs av Ellis & Kellerm., och fick sitt nu gällande namn av S. Hughes 1951. Dictyodesmium ulmicola ingår i släktet Dictyodesmium, divisionen sporsäcksvampar och riket svampar.   Inga underarter finns listade i Catalogue of Life.